# قصر الإليزيه
قصر الإليزيه (بالفرنسية: Palais de l'Élysée)، هو المقر الرسمي لرئيس الجمهورية الفرنسية في باريس. اكتمل بناؤه عام 1722، وقد شُيّد لصالح لويس أنري دي لا تور دو أوفيرن [الإنجليزية]، أحد النبلاء وضباط الجيش، والذي عُيّن حاكمًا لمنطقة إيل دو فرانس عام 1719. يقع القصر في شارع فوبور سانت أونوريه بالدائرة الثامنة، بالقرب من جادة الشانزليزيه. ويرجع اسم "إليزيه" إلى "حقول الإليزيه" في الميثولوجيا الإغريقية، وهي المكان الذي تذهب إليه أرواح الأبرار بعد الموت.
سكن القصر عدد من الشخصيات البارزة مثل مدام دو بومبادور (1721–1764)، ونيكولا بوجون (1718–1786)، وباتيلد دورليان (1750–1822)، ويواكيم مورات (1767–1815)، وشارل فيردينان، دوق بيري (1778–1820). وفي 12 ديسمبر 1848، أقر البرلمان الفرنسي قانونًا خلال فترة الجمهورية الفرنسية الثانية جعل بموجبه المبنى هو المقر الرسمي لرئيس الجمهورية. يضم قصر الإليزيه مكتب الرئيس ومقر إقامته، كما يُعقد فيه اجتماع مجلس الوزراء، وهو الاجتماع الأسبوعي للحكومة الفرنسية برئاسة رئيس الجمهورية. ويقع على الجانب المقابل من الشارع فندق ماريني، الذي يُستخدم كدار ضيافة رسمية تستقبل فيها الحكومة الفرنسية كبار الزوار والوفود الأجنبية.

## التاريخ

### البناء

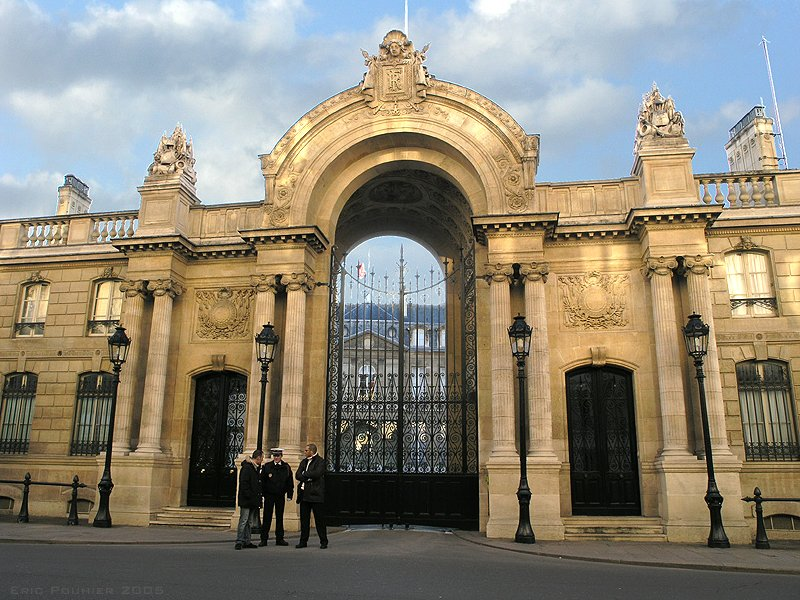
مدخل قصر الإليزيه

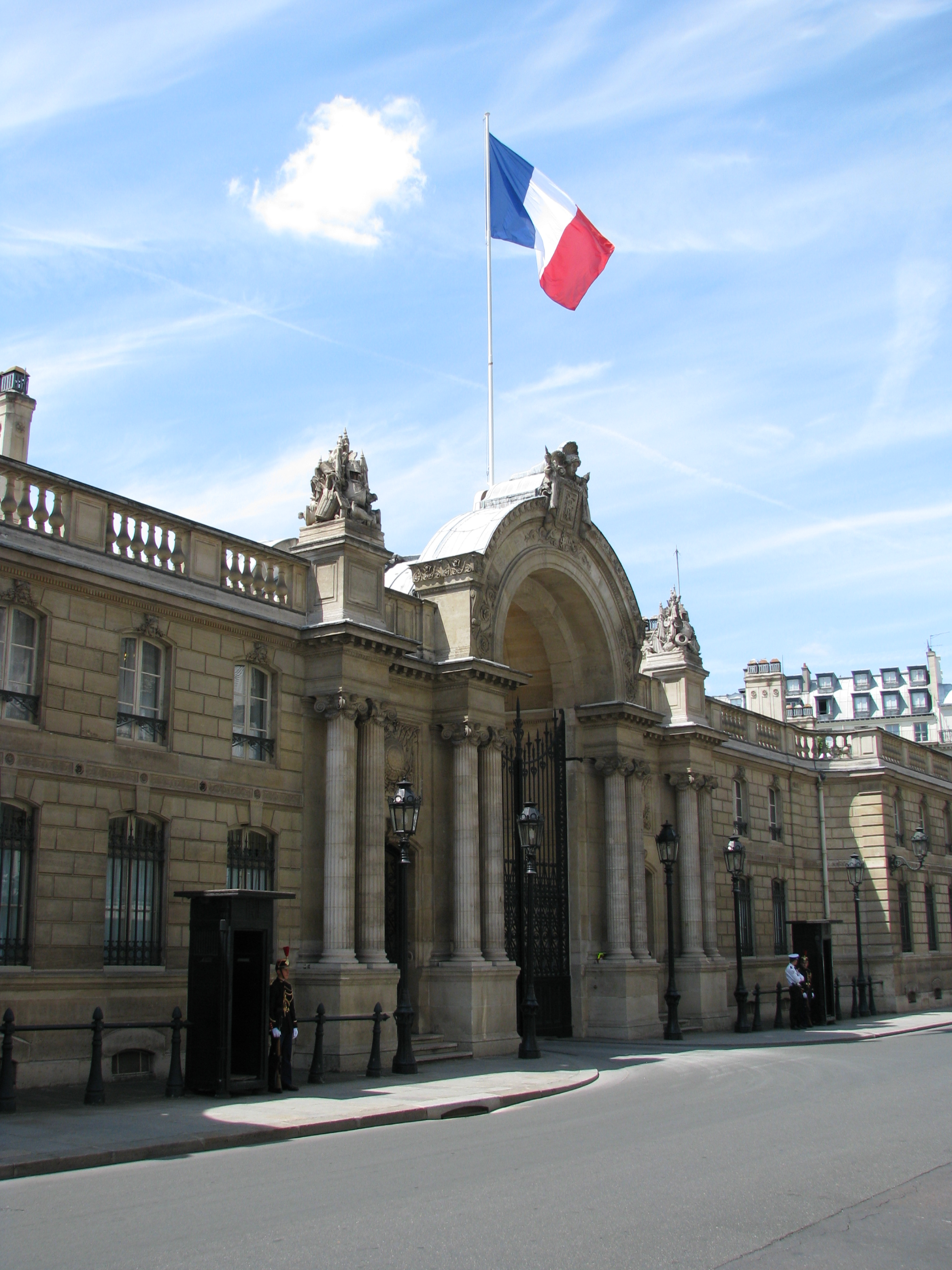
مدخل قصر الإليزيه

يرجع تاريخ بناء القصر إلى العام 1718 حينما اشترى الكونت هنري لويس قطعة أرض في باريس وشيّد عليها قصرا لسُكناه، وقد تم بناء القصر خلال أعوام 1718 و 1722، وحين توفي الكونت هنري لويس عام 1753 بيع القصر إلى جان أنتوانيت بواسون مركيزة بومبادور (1721 ـ 1764).
بعد أن اشترت المركيزة جان أنتوانيت بواسون القصر أجرت عليه بعض التعديلات حيث كلفت المهندس المعماري لاسورانس بإعادة تصميم المجلس الرسمي والطابق الأول والحديقة، فصمم الرواق المعمد عند مدخل المبنى، وسياج الشجيرات.
وقبل وفاة المركيزة جان أنتوانيت أوصت إلى لويس الخامس عشر الذي جعله في البداية مقراً للسفراء فوق العادة في باريس، بقرار ملكي في 14 أغسطس 1765م، ثم حوِّل إلى مكان لعرض الصور الزيتية للمرافئ الفرنسية.
في عام 1773، اشترى التاجر نيكولا بوجون القصر، فطلب بوجون من مهندسه بولييه أن يُجري فيه عدداً من التغييرات فزاد في جناح الشقق الصغيرة، حتى تصل إلى شارع الشانزلزيه مشكلاً زاوية قائمة.
في عهد لويس السادس عشر خصص القصر لسكن السفراء فوق العادة، كما فعل جده من قبل. وفي عام 1787م، ثم باعه إلى ابنة عمه، دوقة بوربون.

### الجمهورية الفرنسية الأولى
قُبض على دوقة بوربون خلال الثورة الفرنسية في أبريل 1793م، وخصص القصر لاستخدامات أخرى متعددة. وفي عام 1794، أصبح مقراً لهيئة نقل القوانين والأنظمة، وداراً للمطبعة التي تتولّى طبع النشرة القانونية.
بعد إطلاق سراح الدوقة عام 1795، استعادت ملكية القصر في يناير من عام 1797، غير أنها بسبب ضائقة مالية، أجّرت الدور الأرضي من القصر، وسمحت للتاجر هوفين وهو من سكان القصر المستأجرين، أن يُهيئ غُرف الرسم والحديقة للرقص لعامة الناس، فقام ببناء رواقين مسقوفين على جنبتي المدخل، ليسهل دخول الناس إلى الصالون الرئيسي الكبير، وخلال هذا الوقت أخذ القصر اسم الإليزيه.

### الإمبراطورية الفرنسية الأولى
عرضت الدوقة وهي في منفاها في إسبانيا القصر للبيع بالمزاد العلني، فاشترته عائلة التاجر هوفين، وأجرت بعض أجزائه سكناً للناس ثم باعت ابنة التاجر هوفين القصر في عام 1805، لتسدد ديونها، فاشتراه جواكيم موراه مارشال فرنسا وكلف المهندسيْن بارتليمي فينيون وبارتليمي تيبو، بتجديده، وإحداث التغييرات اللازمة له. والتي شملت زيادة تصميم كنيسة مادلين وبناء بيت السلم الكبير على يسار المدخل الرئيسي وتصميم قاعة طعام ضخمة في الجناح الغربي فيما حول رواق الصور إلى قاعة رقص، وهي القاعة المسماة الآن صالون موراه.
أما جناح الشقق الصغيرة فأصبح سكناً لكارولين موراه، ولكن لم يبق منه في هذا الوقت إلا الصالون الفضي. وأما الطابق الأول من المبنى الرئيسي، فأخذه الأمير؛ وأما ولدَا كارولين وجواكيم فيسكنان في الطابق الثاني. وفي مرحلة تالية، خصص نابليون هذا الطابق (الطابق الثاني) لابنه، ملك روما.
وبعد أن أصبح موراه ملكاً على مملكة نابولي عام 1808م، أعطى لنابليون كل ممتلكاته في فرنسا، بما في ذلك قصر الإليزيه، وغُير اسم الإليزيه، إلى اسم الإليزيه النابليوني. وأصبح تاريخ القصر، من هذه الفترة، ممتزجاً بتاريخ فرنسا نفسها.
انتقل الإمبراطور نابليون إلى جناح كارولين، وابتدأ حياته فيه من الأول من شهر مارس من عام 1809 إلى أن خرج في حملته على النمسا. وبعد انفصاله عن زوجته جوزفين، آلت إليها ملكية القصر، ثم استعاده نابليون في عام 1812، وبقي الإليزيه شاهداً على تاريخ الإمبراطورية (الفرنسية) إلى ساعاتها الأخيرة، حيث وقع نابليون تنازله عن العرش فيه، وعلى وجه التحديد في غرفة البودوار الفضية.
وقد سكنه ألكسندر، قيصر روسيا، في أثناء احتلال الأحلاف لمدينة باريس، ثم وُضع القصر تحت تصرف دوق ويلينجتون في شهر نوفمبر من عام 1815م. وفي عام 1816م، أصبح جزءاً من ممتلكات الإمبراطورية، فأعطاه لويس الثامن عشر ابن أخيه، دوق بري، بمناسبة زواجه (أي ابن الأخ) بماري ـ كارولين، دوقة بوربون.
وفي عام 1820، تملك لويس فيليب القصر، ليكون سكناً لضيوف الملك الأجانب. وبقي كذلك إلى عام 1848م.

### الجمهورية الفرنسية الثانية
في أثناء مدة الحكومة المؤقتة للجمهورية الفرنسية الثانية، أعطي القصر اسم «الإليزيه الوطني» وفتحت حدائقه العامة. وفي 12 ديسمبر 1848م، أصدرت الجمعية الوطنية مرسوماً يقضي بجعل قصر «الإليزيه الوطني» مسكناً لرئيس الجمهورية الفرنسية، وانتقل إليه الرئيس لويس نابليون، في 20 ديسمبر 1848م، قبل امتلاك قصر تويلري في عام 1852م.

### الإمبراطورية الفرنسية الثانية
في عام 1853، أصبح قصر الإليزيه مسكناً لأوجيني دو مونتيجو محظية الإمبراطور، وأمر نابليون الثالث بتجديد القصر كله، وكلّف بذلك المهندس جوزيف أوجين لاكروا. ويعد البناء الحالي للقصر امتداداً لبناء القصر في هذه الحقبة الزمنية، وتعد التغييرات المتعددة التي أُكملت في عام 1867م، آخر التغييرات المهمة في تاريخ القصر. وقد تمت تلك التغييرات في الجناح الغربي المحاذي لشارع مارينيي، وفي غرف الاستقبال في الطابق الأرضي، وفي شقق الطابق الأول.
وفتح الإمبراطور شارع الملكة هورتانس (حاليا شارع الإليزيه)، وضاعف مساحة غرف الشقق الصغيرة، دون أي تأثير على غرفة البودوار الفضية. وزودت غُرف المبنى الرئيسي بسلسلة أخرى من الأبواب التي تفتح الغرف على بعضها. وأعيد تزيين (ديكور) الطابق الأول في المبنى الرئيسي. وبُني في الطابق الأرضي من الجناح الشرقي كنيسة صغيرة، تطل على الفناء الرئيسي للقصر. وغُيرت بالكلية بوابة المدخل، فبنيت على شكل قوس النصر. وفُتحت النوافذ على جانب القصر من جهة شارع فوبور سان أونوري.
وانتهى العمل في التجديدات في القصر مع موعد الاحتفالات بالمعرض العالمي لعام 1867، واستقبلت فيه شخصيات عالمية، مثل: قيصر روسيا ألكسندر الثاني، والسلطان العثماني عبد العزيز الأول، وإمبراطور النمسا فرانز جوزيف الأول.

### الجمهورية الفرنسية الثالثة
لم تطرأ خلال عهد الجمهورية الفرنسية الثالثة على القصر الرئاسي أية تغييرات معمارية رئيسية، سوى بعض تمديدات الكهرباء، وخطوط الهواتف، وشبكة التكييف المركزي.

### الجمهورية الفرنسية الرابعة
بعد سقوط الجمهورية الفرنسية الثالثة عام 1940 بقي القصر خلال الحرب العالمية الثانية مغلقا من 13 يونيو 1940 حتى 1946، إلى أن استعاد له الرئيس الفرنسي فينسنت أوريول وضعه الرئاسي والذي أصبح رئيس الجمهورية الفرنسية الرابعة من عام 1947 حتى عام 1954

### الجمهورية الفرنسية الخامسة
بين عام 1959 وعام 1969 شغل شارل ديغول منصب رئيس الجمهورية الفرنسية الخامسة واتخذ الإليزية مقرا لرئاسته لكنه لم يكن راضيا على نقص عامل الخصوصية في القصر فقرر شراء فندق دي مارغني الفخم لاستضافة كبار المسؤولين الأجانب عند زيارة فرنسا خيث قال «لا أحبذ فكرة مقابلة الملوك وأنا أتمشى في رواق القصر مرتديا بجامتي» على حد قوله.
تم تحويل الغرف في الطابق الأول في البهو الرئيسي للقصر إلى مكاتب. أما البهو الذهبي فقد أصبح مكتب الرئاسة وتم تحويل مكاتب كبار مستشاري الرئيس إلى القسم المسمى بقسم يوجين سابقا. تم تحويل الجناح الشرقي من القصر إلى غرف خاصة في الطابق الأول وغرف شبه رسمية في الطابق الأرضي.

### في عهد الرئيس ميتيران
كان الرئيس الفرنسي الاشتراكي فرانسو ميتران الذي كان رئيسا للفترة من 1981 حتى 1995 لا يستخدم إلا نادرًا البنايات ذات الطابع الخصوصي في القصر حيث كان يفضل بيته الخاص على الجانب الأيسر. وقد سكنت لفترة محددة في القصر عشيقته ان بنجوت والدة ابنته غير الشرعية مازارين بنجوت.

### في عهد الرئيس شيراك
بالنقيض من سلفه ميتيران، فقد عاش الرئيس جاك شيراك مدتي حكمه من عام 1995 حتى 2007 في قصر الإليزيه مع زوجته بيرناديت. وقد زاد تخصيصياته 105% لتصبح 90 مليون يورو سنويا. وكان مجموع صرفيات المشروبات لضيوف القصر مليون يورو سنويا. و6.9 مليون يورو كهدايا وعلاوات لموظفي القصر وتم زيادة عدد موظفي القصر بعد تولّي شيراك الحكم، هذه الزيادة كلفت 6.1 مليون يورو سنويا من ميزانية القصر.

## الوصف

قصر الإليزيه، باريس.

يقع القصر المشدد الحراسة وحديقته في 55 شارع فوبور سانت أونوريه، عند تقاطع الشارع مع جادة ماريني. ويؤدي باب ضخم مزخرف بأربعة أعمدة على الطراز الأيوني، ومحاط بجدران تعلوها درابزين حجري، إلى ساحة مستديرة كبيرة تمنح القصر طابعًا رسميًا مهيبًا، ما يعزز من رُقيّ المبنى.
شُيّد المبنى الرئيس بأسلوب الكلاسيكية الجديدة الفرنسية، ويضم ردهة دخول تتوسطها ساحة الاستعراض الرسمية وتمتد باتجاه الحديقة الخلفية. يتكوّن المبنى من جناح مركزي طويل يُعرف بالشقق الرسمية أو "شقق الدولة"، تتوسطه قاعة استقبال واسعة تطل على الحديقة.
يشمل المبنى أيضًا قسمًا مركزيًا بثلاثة طوابق، تحيط به جناحان جانبيان من طابق واحد: أحدهما على اليمين يُعرف بـ"شقة الحمّامات"، والآخر على اليسار يُستخدم كشقق خاصة.
أما الحديقة، فقد صُممت على الطراز الفرنسي الكلاسيكي، وتحتوي على ممر رئيسي مستقيم يمتد من قلب المبنى، تصطف على جانبيه أحواض زهور هندسية، وممرات مزروعة بأشجار الكستناء ومحددة بأسيجة نباتية مشذبة بعناية.

### الطابق الأول
يقع الطابق الأول من قصر الإليزيه ويضم عددًا من القاعات والغرف ذات الأهمية الرمزية والوظيفية. من أبرز هذه القاعات صالون دوريه (القاعة الذهبية)، التي سُميت بهذا الاسم نسبةً إلى الحواف الذهبية التي تزين الجدران والأبواب والطاولات والكراسي. تُعد هذه القاعة المكتب الرئيسي لرؤساء الجمهورية الفرنسية، وقد استخدمها جميع الرؤساء لهذا الغرض، باستثناء فاليري جيسكار ديستان وإيمانويل ماكرون.
أما صالون فير (القاعة الخضراء)، فيُعرف بستائره الخضراء وأغطية كراسيه التي تتماشى مع الزخارف الذهبية على الأثاث والجدران. تُستخدم هذه الغرفة عادةً للاجتماعات، وقد شهدت حدثًا بارزًا حين تزوج فيها الرئيس نيكولا ساركوزي من زوجته الثانية كارلا بروني خلال فترة ولايته.
تضم الغرف الإدارية أيضًا صالون أونغل (قاعة الزاوية)، والتي كانت سابقًا غرفة طعام، لكنها أصبحت منذ عام 2007 مكتبًا للأمين العام لقصر الإليزيه.
وتُعرف صالون دو فوجير (قاعة الزهور) بورق جدرانها المزخرف بنقوش نباتية، وتضم لوحة فنية للملك لويس الخامس عشر رسمها الفنان شارل-أندريه فان لو، ما يعكس الطابع التاريخي والثقافي للمكان.
أما غرفة الملكة السابقة وغرفة الملك السابقة فقد كانتا غرف نوم مخصصة للملوك والملكات في العهد الملكي، وقد استُخدمت الأخيرة كمكتب للأمين العام قبل أن يُنقل إلى صالون أونغل.
ويُخصص الجناح الشرقي من الطابق الأول كمقر إقامة خاص لرئيس الجمهورية، ويضم ست غرف تُستخدم لأغراض المعيشة الشخصية.

## مقالات ذات صلة
- قائمة قصور باريس

## معرض صور

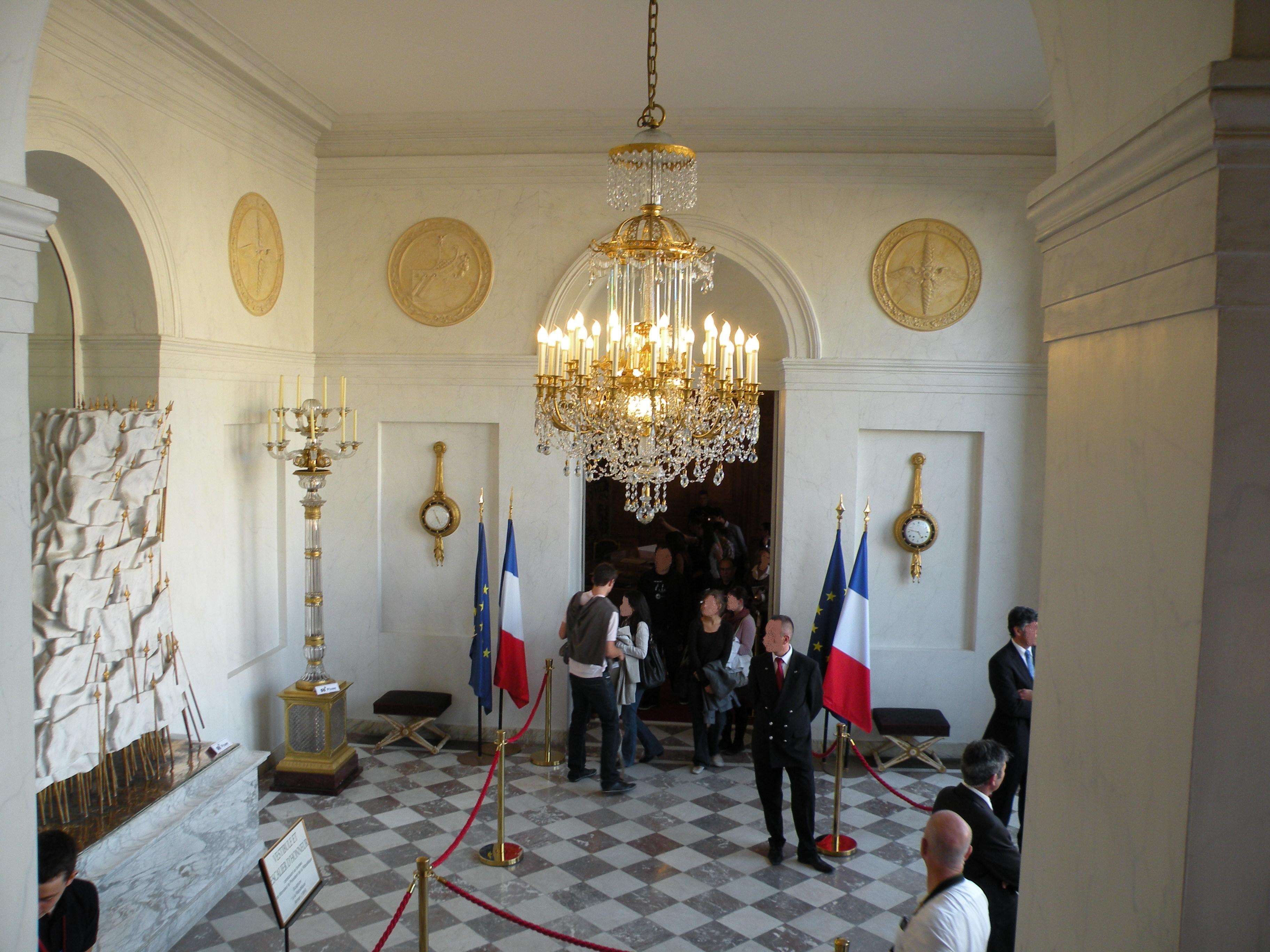
في بهو الدخول لوحة نحت للفنان الأمريكي الراحل من أصل فرنسي أرمان.
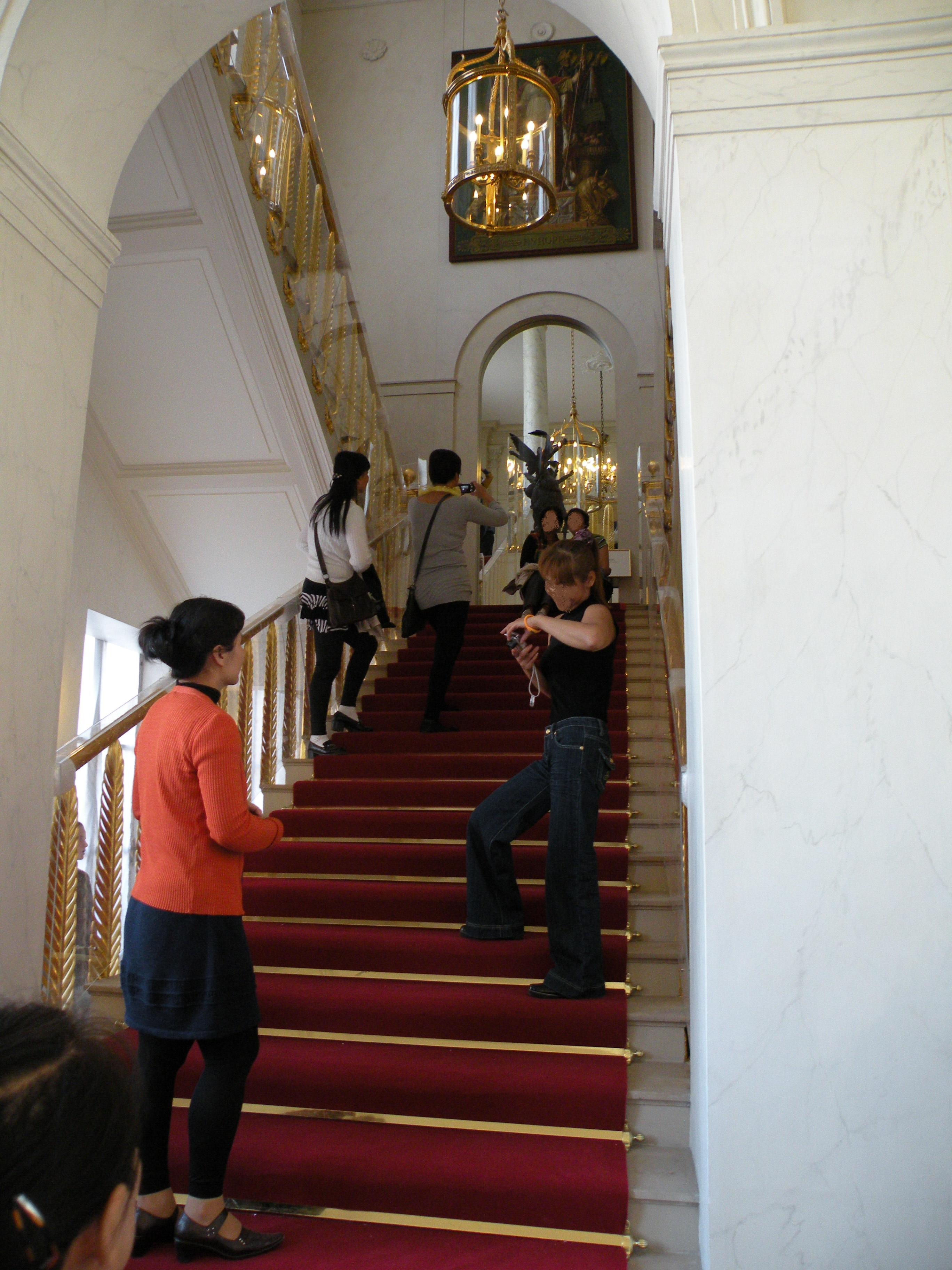
درج مورات تقديرا للجنرال و المرشال و الأدميرال الفرنسي يواكيم مورات.
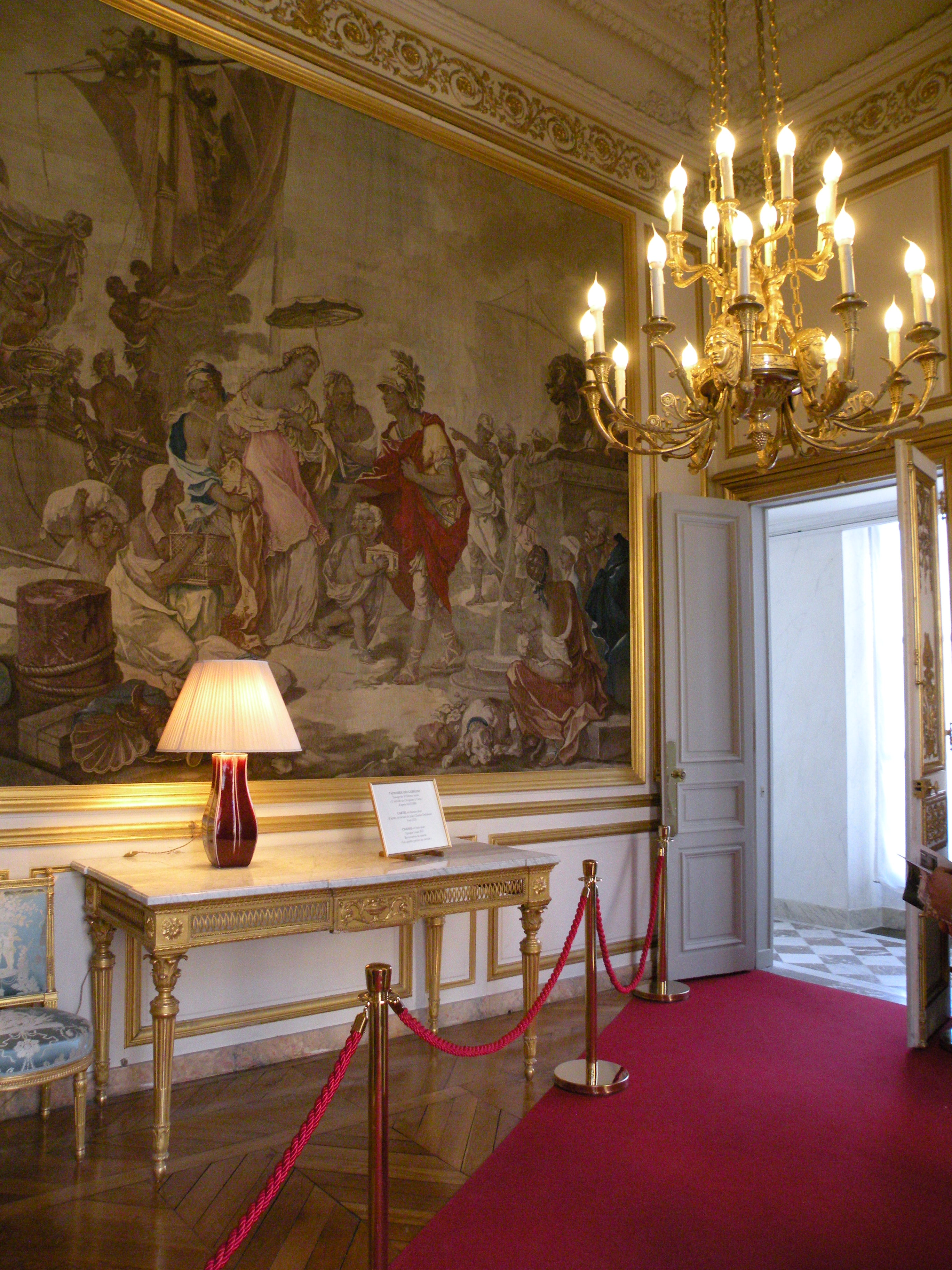
قاعة كليوباترا
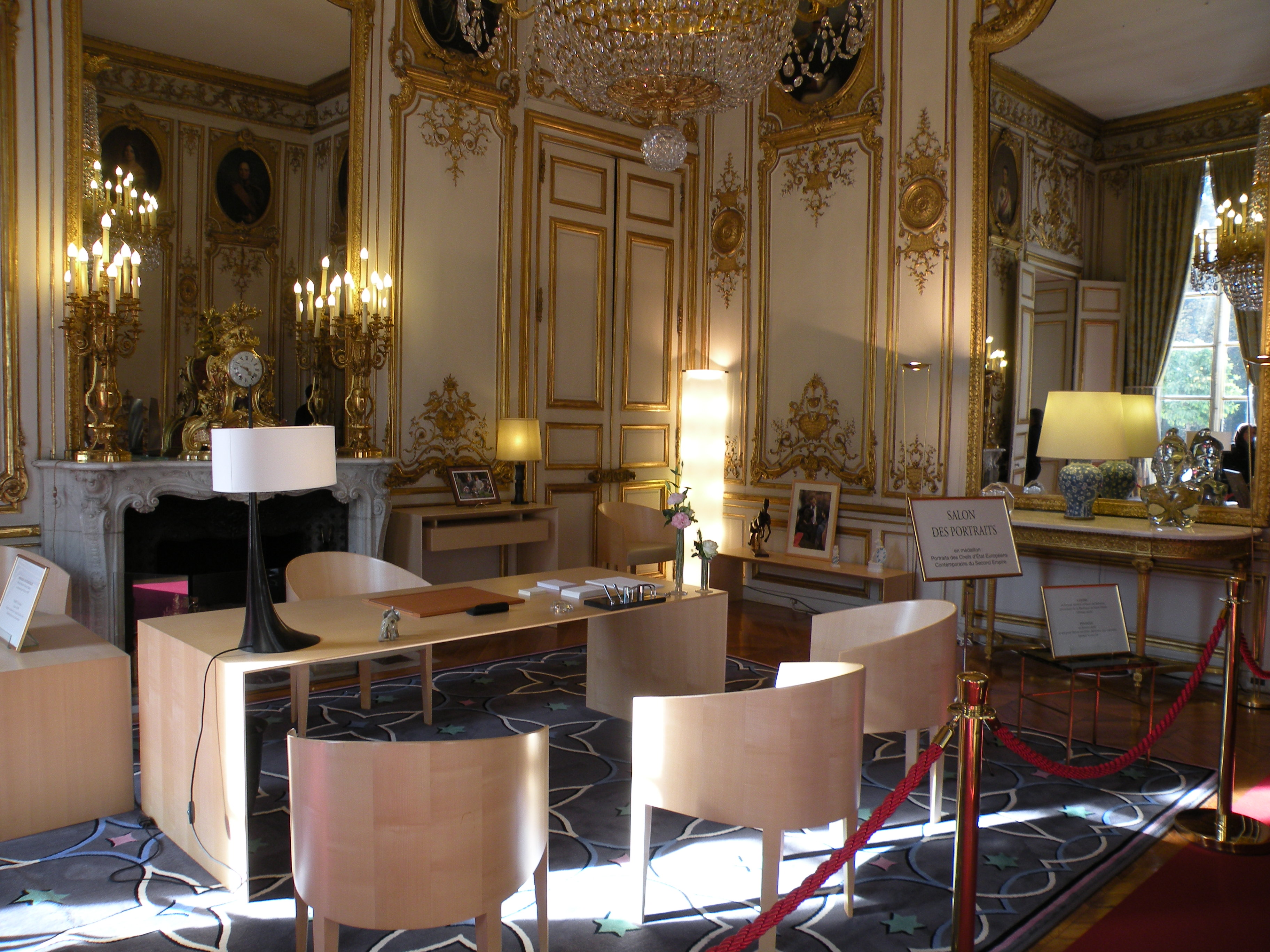
المكتب الخاص للرئيس الفرنسي السابق نيكولا ساركوزي.
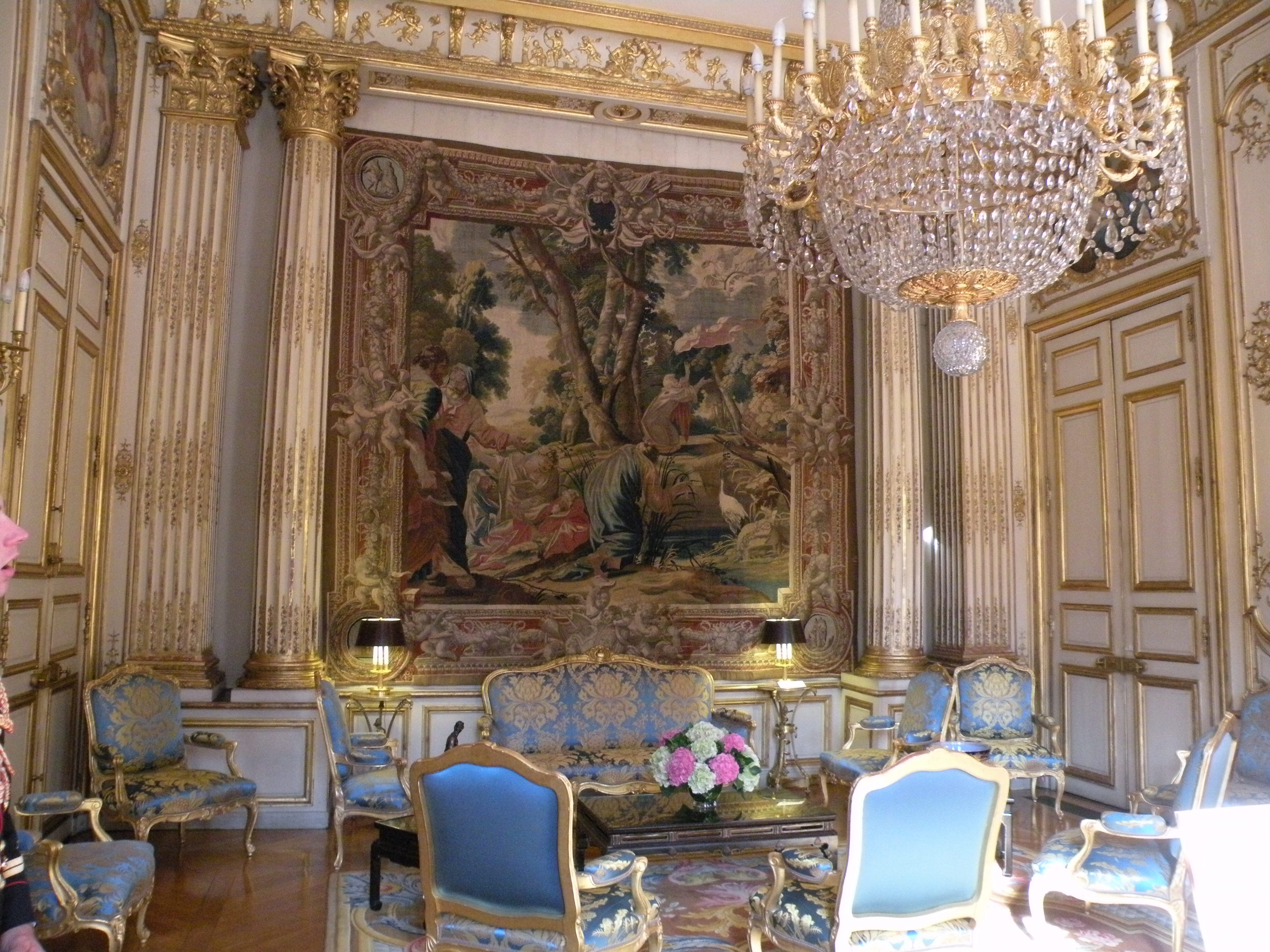
قاعة بومبادور سميت هكذا تقديرا لمدام دي بومبادور التي أثرت كثيرا على معمار البلاط الفرنسي.
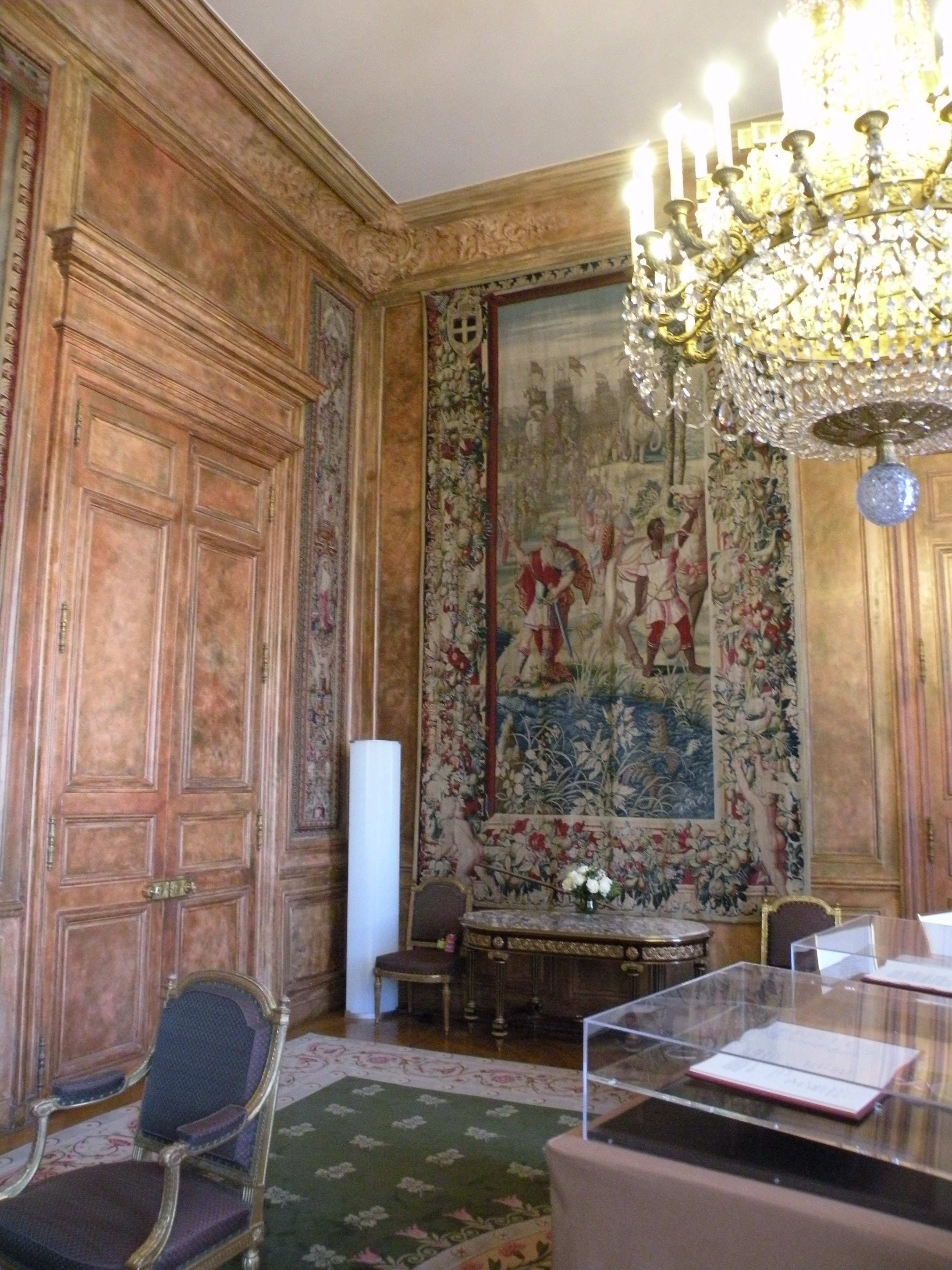
قاعة المفروشات.
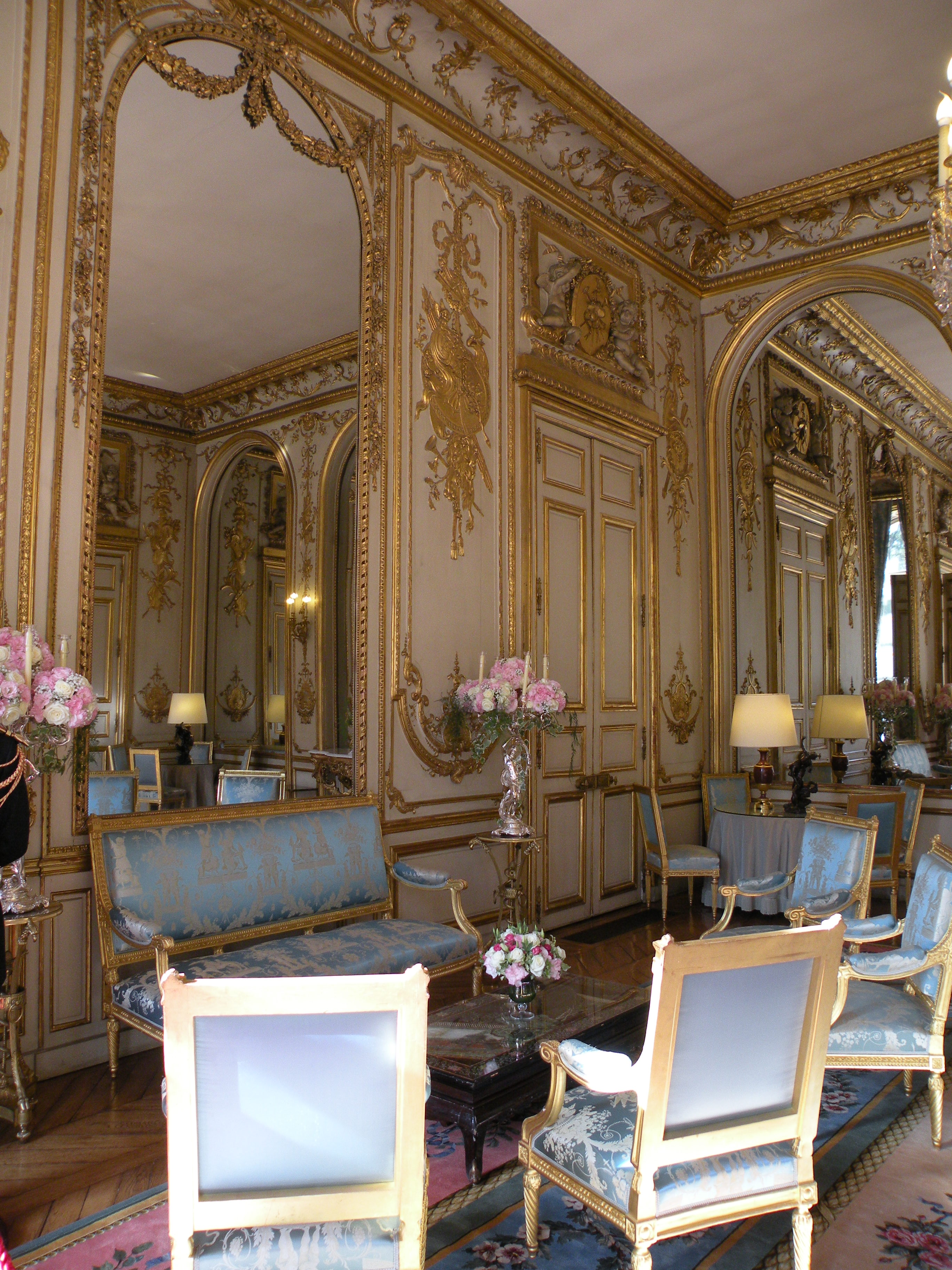
قاعة السفراء.
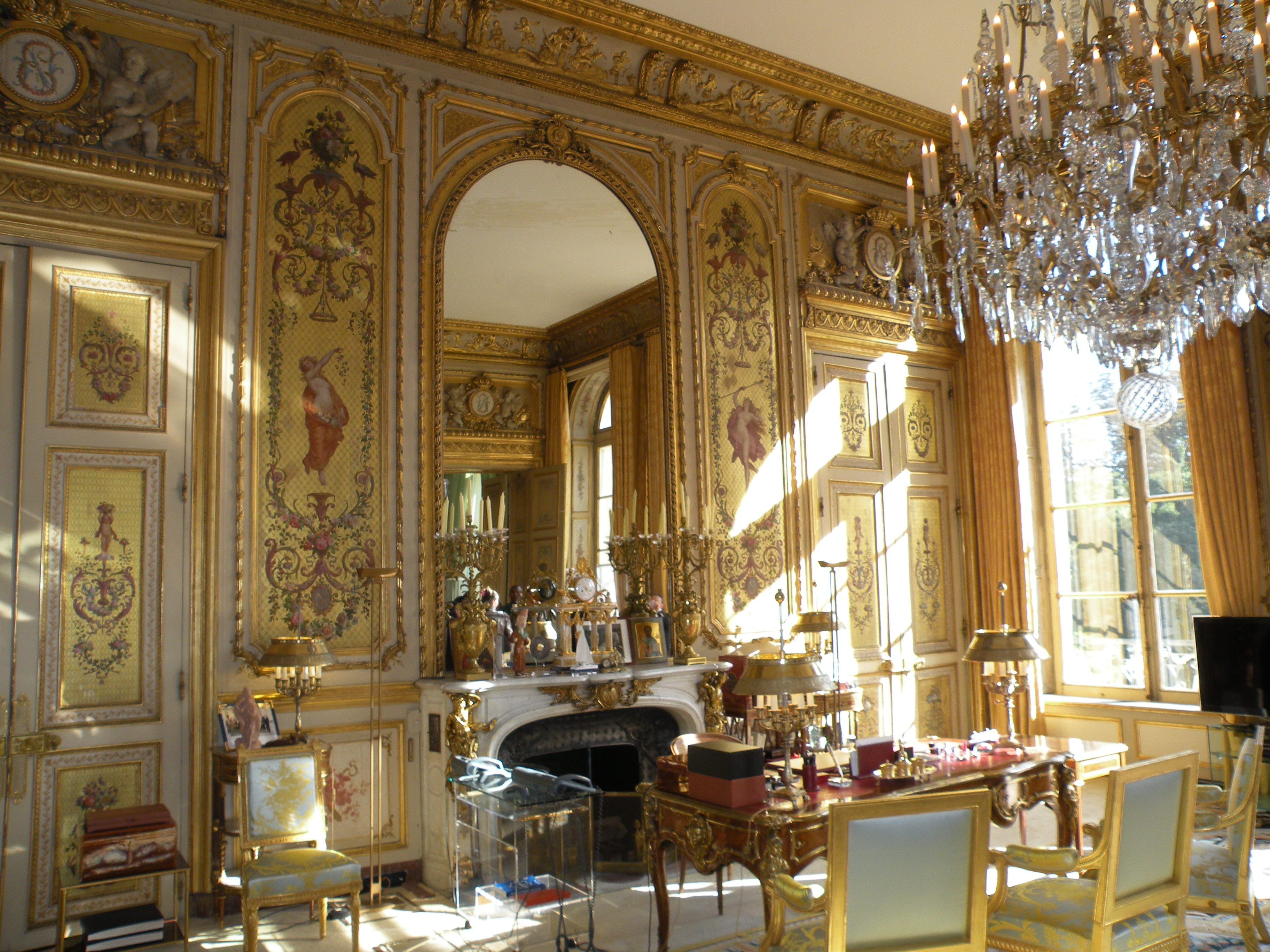
المكتب الرئاسي في القاعة الذهبية.
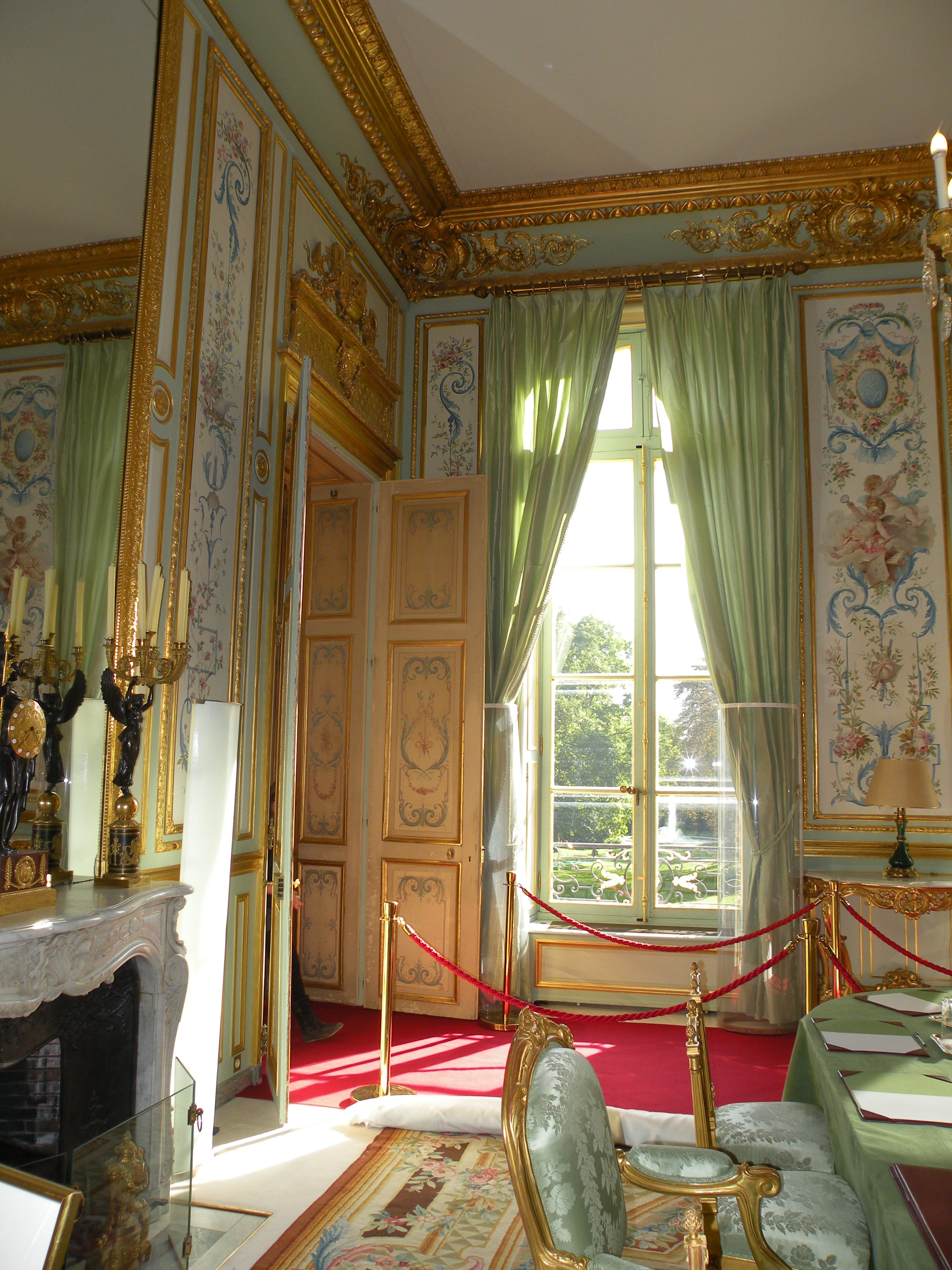
القاعة الخضراء.
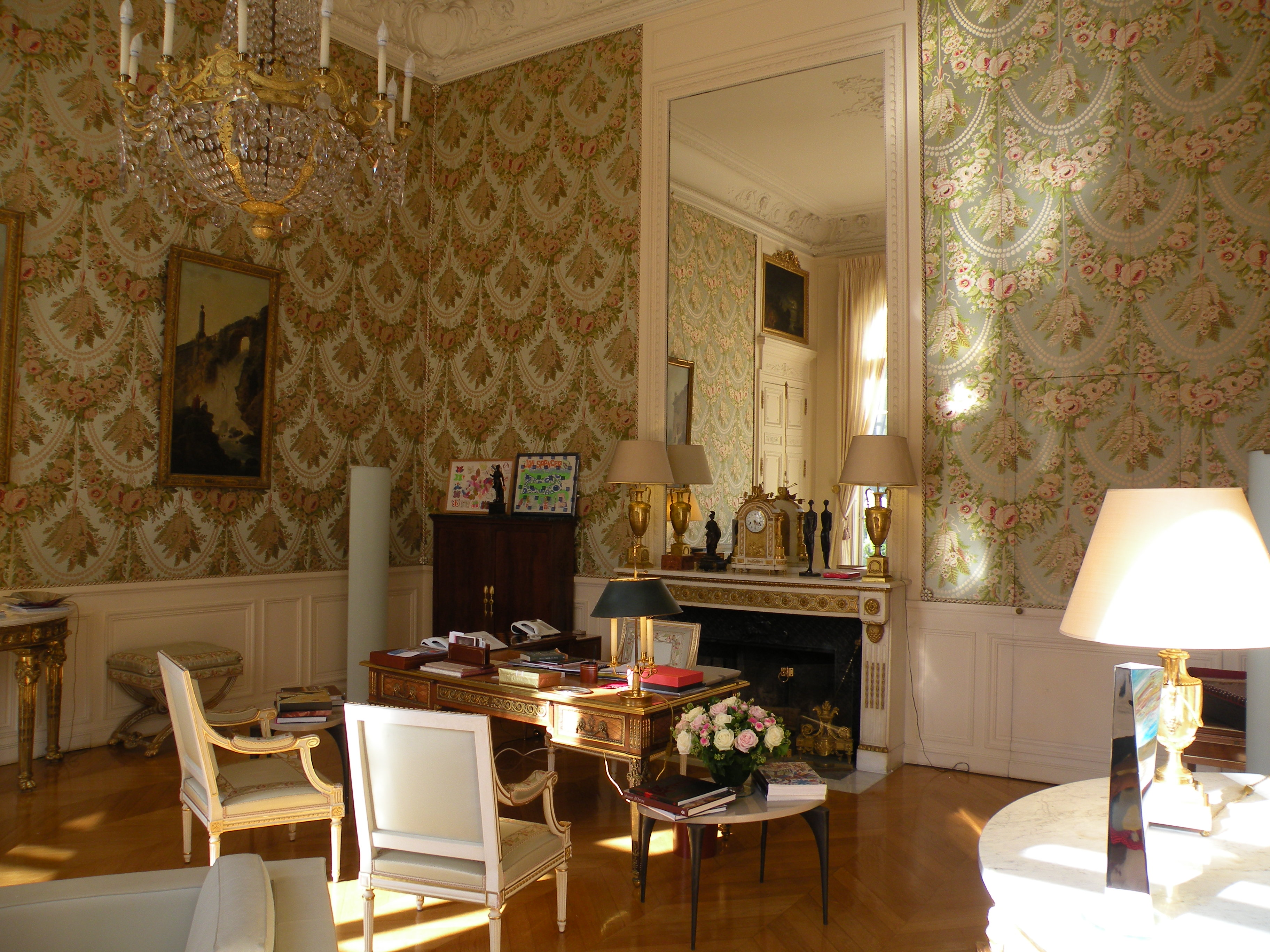
مكتب السيدة الأولى في القاعة الزرقاء.
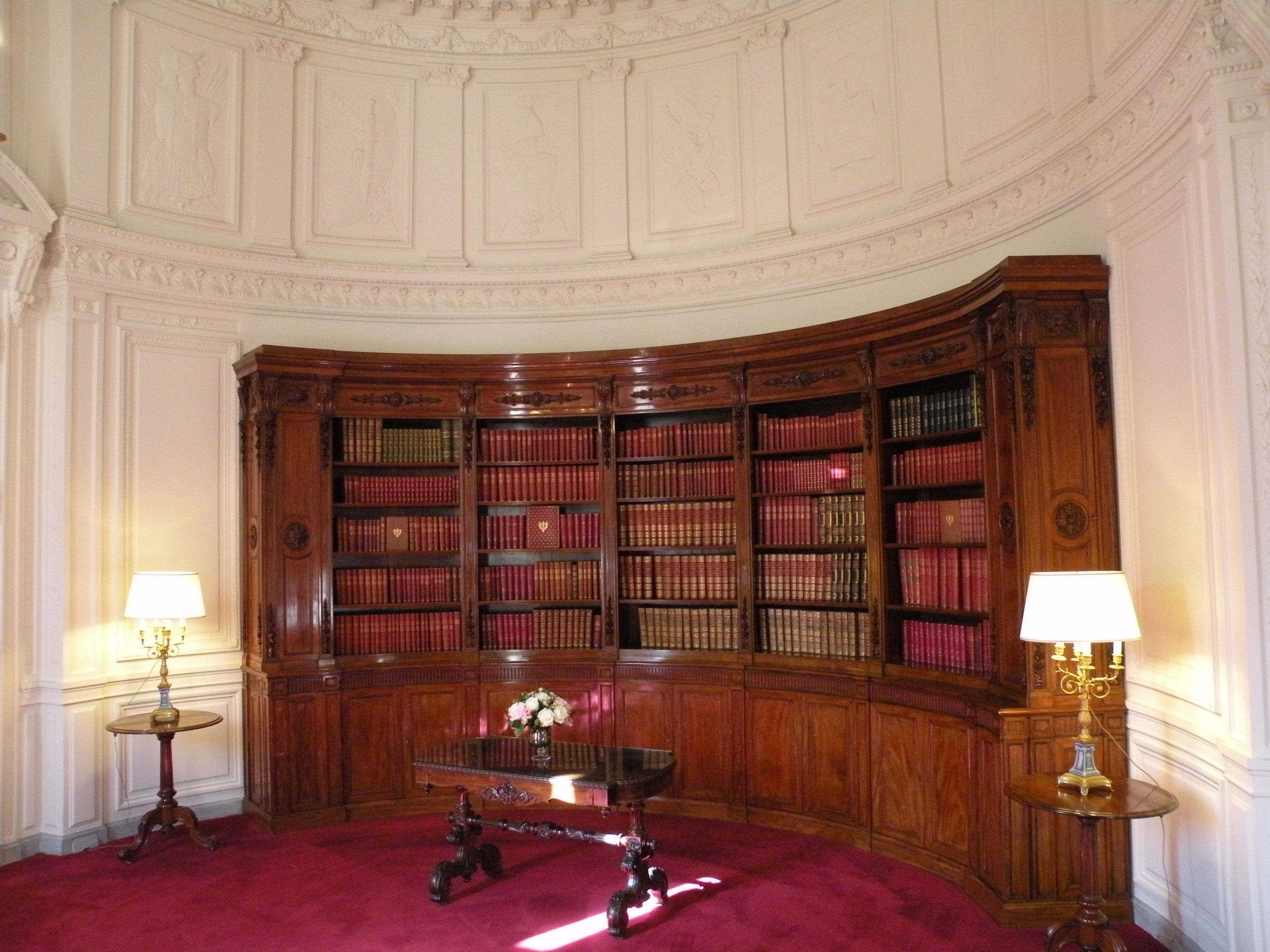
مكتبة الإليزيه.
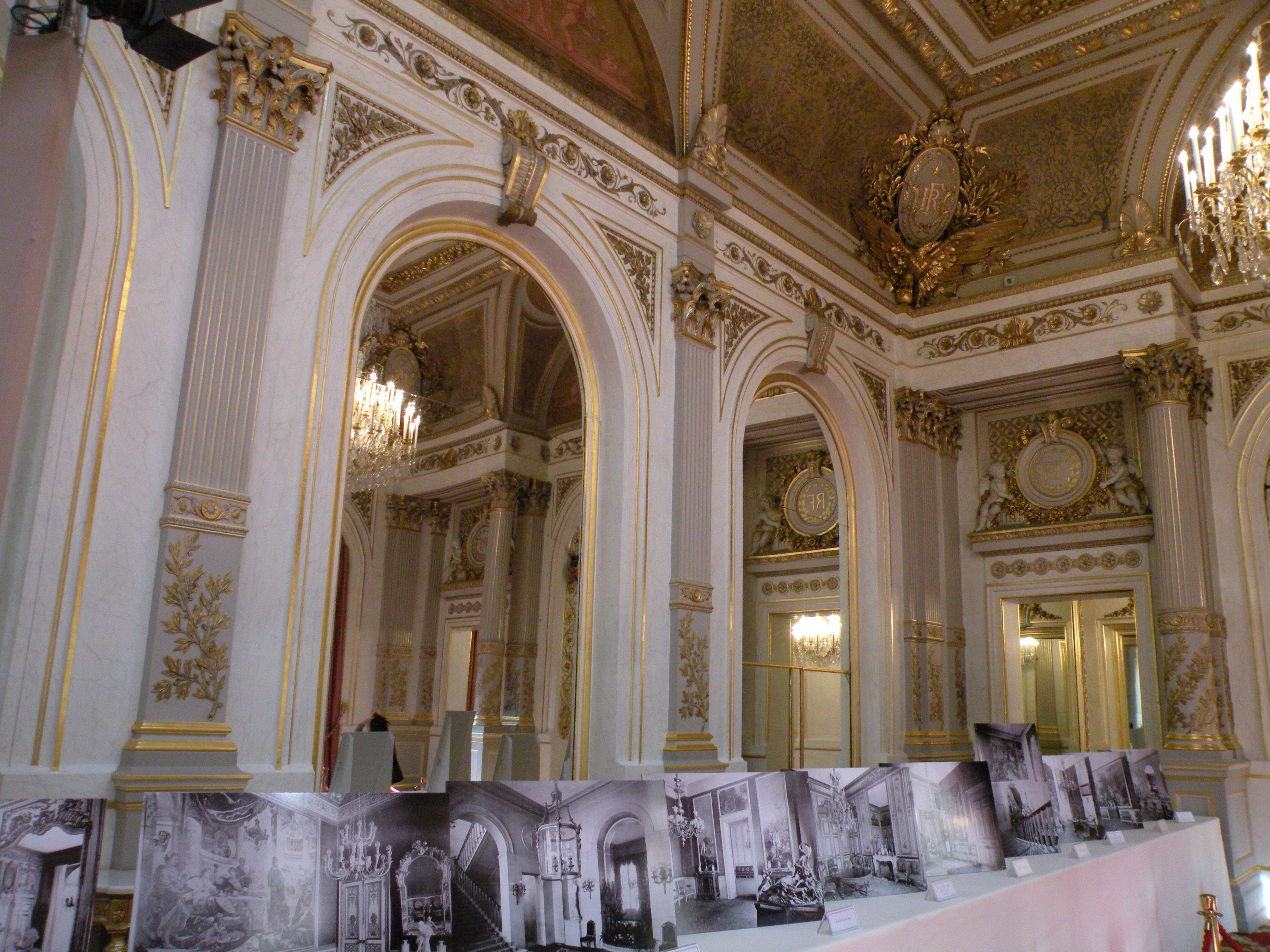
قاعة نابليون الثالث.
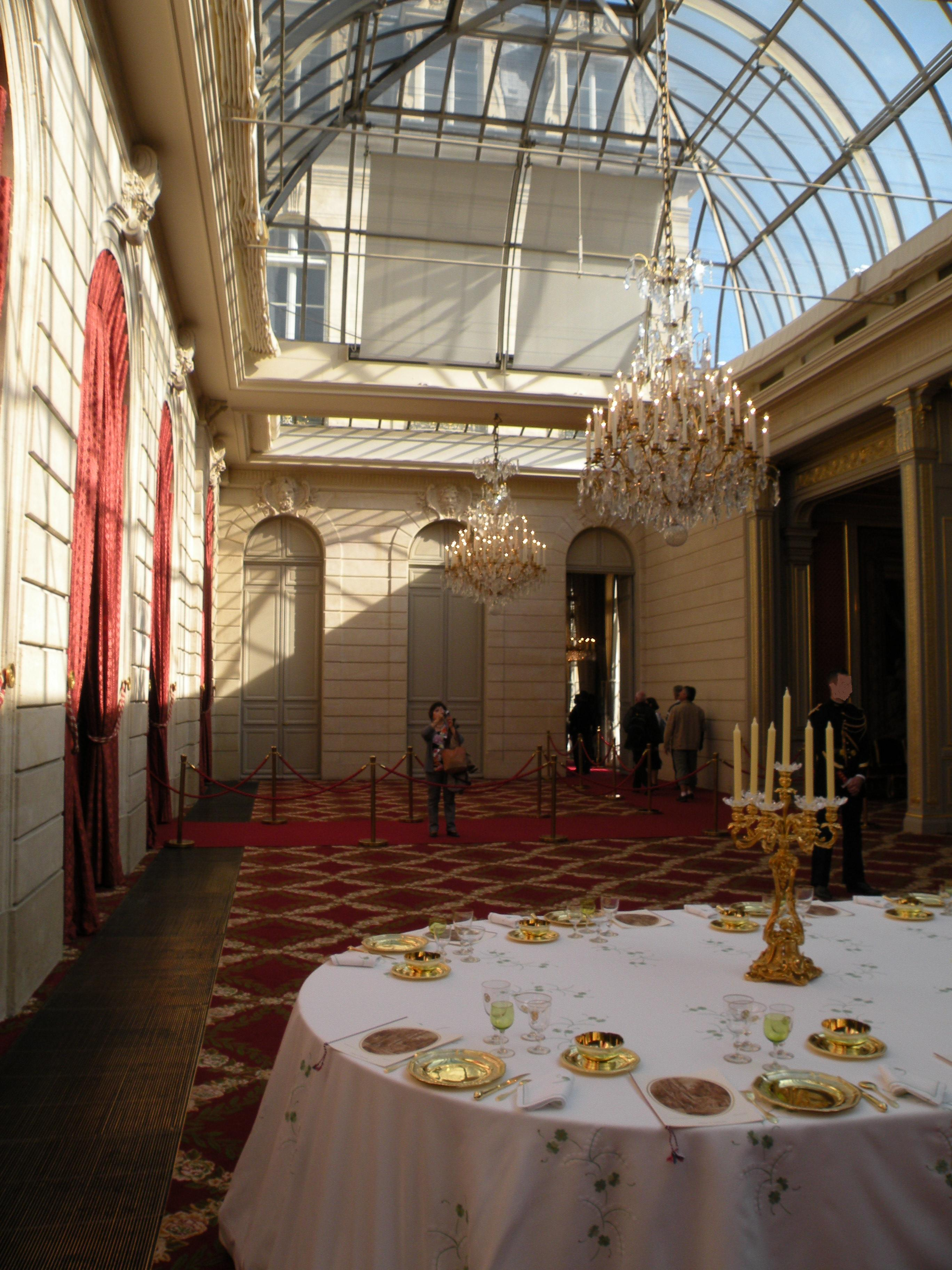
الحديقة الشتوية.
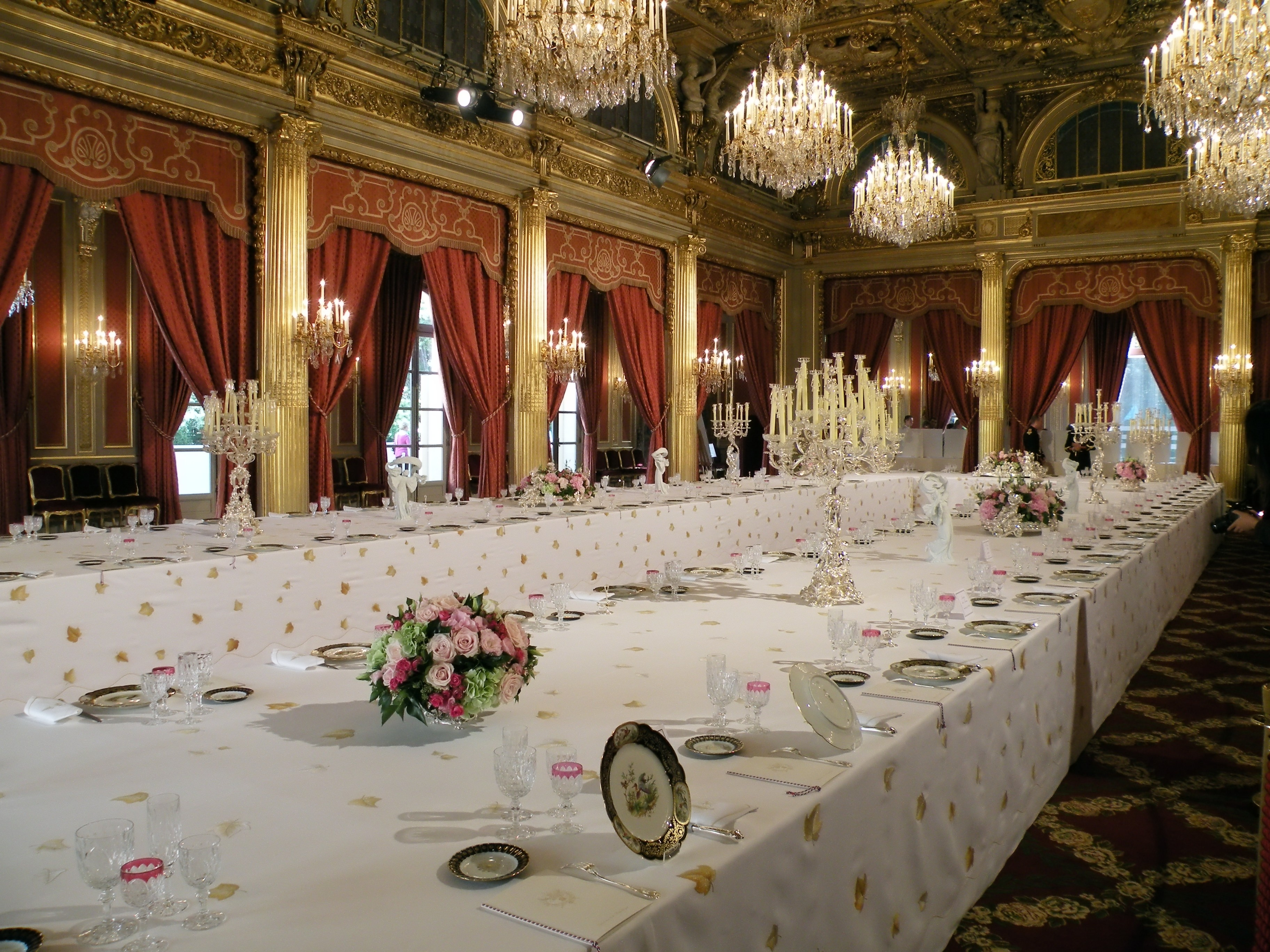
قاعة الحفلات.
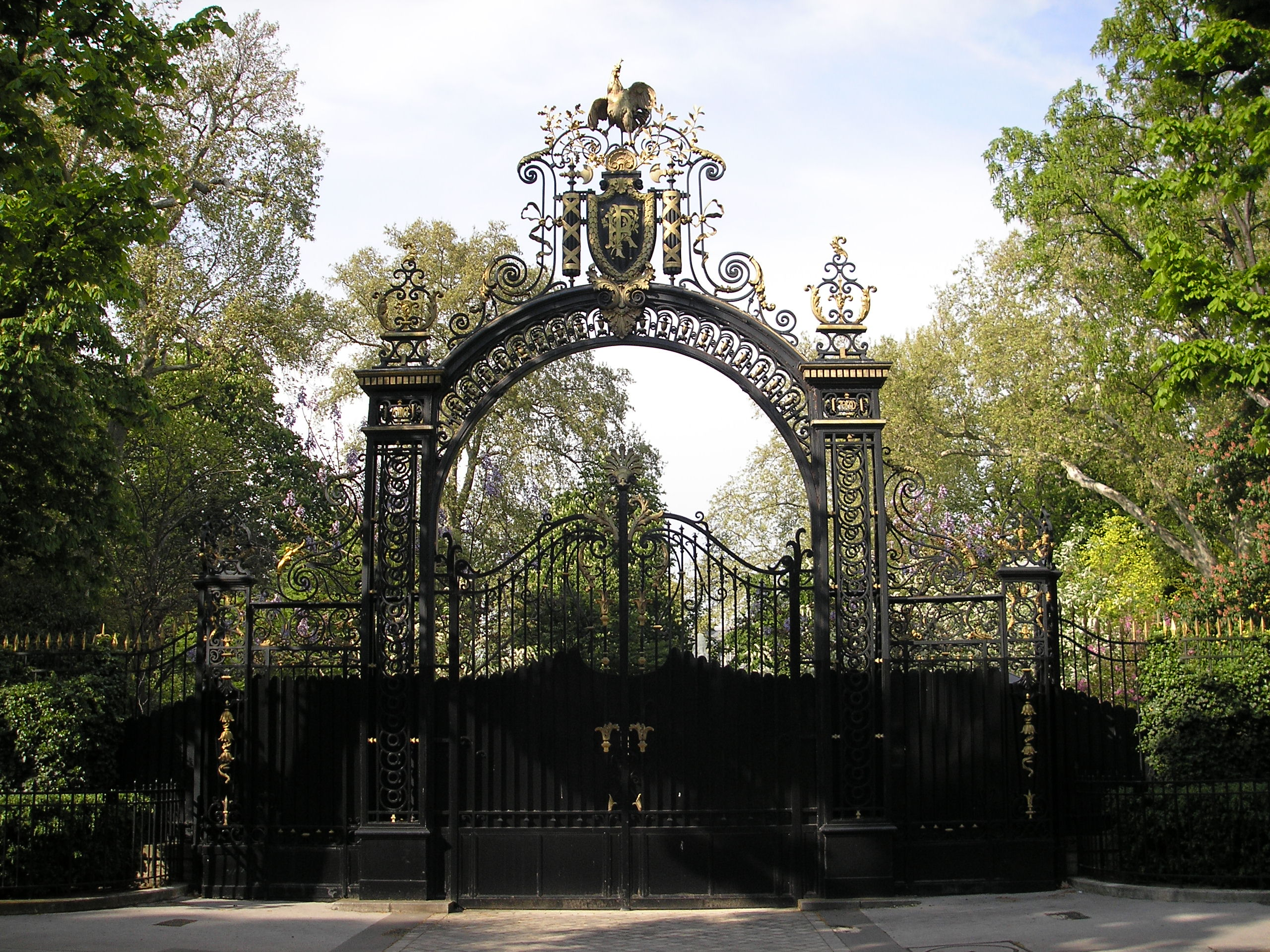
المدخل و الباب الخلفي للقصر الذي يؤدي إلى الحديقة و الذي بني من طرف نابليون الثالث على طريقة الفن الجديد للمهندس أندريان شانسال.
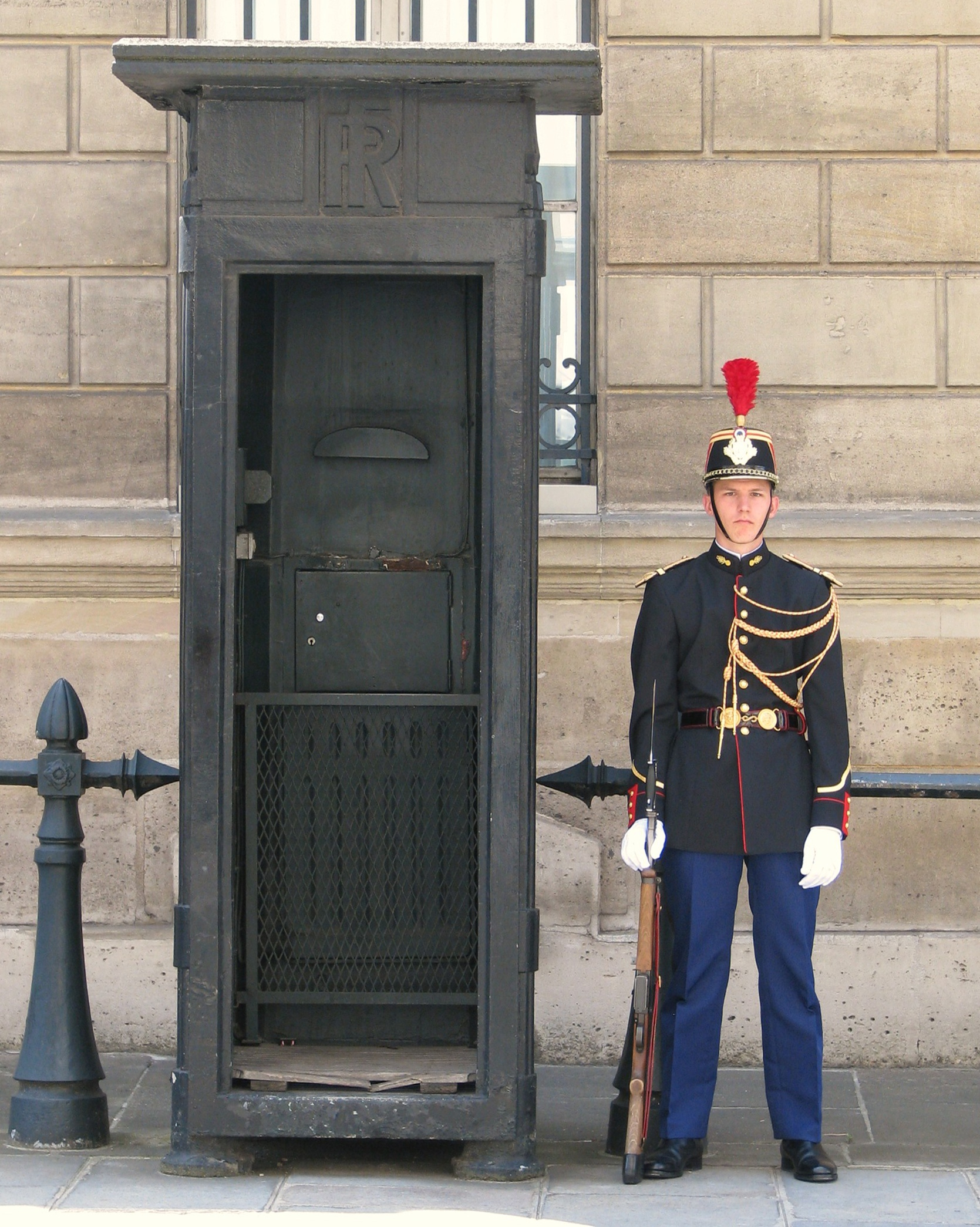
الحرس الجمهوري.

## وصلات خارجية
- الموقع الرسمي لقصر الإليزيه